# Cheung Prey
Cheung Prey (tiếng Khmer: ស្រុកជើងព្រៃ) là một huyện (srok) của tỉnh Kampong Cham, Campuchia. Huyện lị là thị trấn Skuon. Thị trấn nằm trên điểm giao giữa Quốc lộ 6 và Quốc lộ 7 của Campuchia. Skuon năm cách tỉnh lỵ Kampong Cham khoảng 49 km về phía đông và cách thủ đô Phnôm Pênh 75 km về phía bắc.
Cheung Prey nằm ở phía đông của tỉnh Kampong Cham. Theo chiều kim đồng hồ từ phía bắc, Cheung Prey có ranh giới với huyện Baray của tỉnh Kampong Thom ở phía bắc và huyện Prey Chhor về phía đông. Phía nam là các huyện Kang Meas và Batheay ở phía tây.

## Hành chính
| Khum (Xã)      | Phum (Làng) |
| -------------- | --- |
| Khnaor Dambang | Roveang, Knaor Dambang, Veal |
| Kouk Rovieng   | Kouk Rovieng, Totoul, Ba Krong, Chhuk |
| Phdau Chum     | Phdau Chum Lech, Phdau Chum Kaeut, Chheu Teal, Cham Neang                                                                                                  |
| Prey Char      | Pnov Lech, Pnov Kaeut, Prey Char Leu, Siem Bay, Bati, Prey Char Knong                                                                                      |
| Pring Chrum    | Pring Chum, Trapeang Tuem, Trapeang Ph'av, Ta Ni, Kaoh Champa                                                                                              |
| Sampong Chey   | Chambak, Trapeang Sla, Trapeang Trom, Ampil Tvear, Kakaoh, Bos Ta Mom, Trapeang Chhuk, Pou, Bakham, Sampong Chey, Svay Meas, Komar, Doun Tao, Sandaek      |
| Sdaeung Chey   | Pongro, Sdaeung Chey, Pra Boeng, Khnar, Sangkae, Kdoy, Damnak Ampil                                                                                        |
| Soutip         | Pana, Skon, Thmei, Ta Saen, Ngang, Doun Dom, Boeng Chrouy, Sou Tip                                                                                         |
| Srama          | Sram Lech, Sram Kaeut, Sram Cheung, Thmei, Srama, Sangkae Pong, Pra Khnor, Kralanh, Pra Theat, Trapeang Tmat, Srah Angk Kam, Andoung Treang, Trapeang Snao |
| Trapeang Kor   | Trapeang Thma, S'ang, Ang, Pra Ten, Tumpoar, Tnaot Bak, Kandal, areaks, Trapeang Kor, Kngaok                                                               |

## Nhân khẩu
Huyện được chia thành 10 xã (khum) và 74 thông làng (phum). Theo thống kê năm 1998, huyện có 74.859 người với 14.562 hộ gia đình.